# شینکی ذهین کروخیل
شینکی ذهین کروخیل (زاده ۱۳۴۱ ولسوالی خاک جبار ولایت کابل) سیاستمدار افغانستان و نماینده مردم ولایت کابل در دوره‌های پانزدهم و شانزدهم مجلس نمایندگان است. وی در مجلس شانزدهم نمایندگان افغانستان عضو کمیسیون مالی، بودجه، محاسبات عمومی و امور بانک‌ها می‌باشد.

## زندگی‌نامه
شینکی ذهین کروخیل زاده ۱۳۴۱ از ولسوالی خاک جبار ولایت کابل می‌باشد. او تحصیلات متوسطه خود را در لیسه/دبیرستان رابعه بلخی به پایان برد. شینکی ذهین کروخیل محصل دانشکده طب در دانشگاه کابل بود که با شروع جنگ‌های افغانستان به پاکستان مهاجرت کرد و در انستیتوت ملی زبان‌های انکشاف یافته تحصیلات خود را به پایان رسانید.

## دیگر فعالیت‌ها
دیگر فعالیت‌های او:
- استاد زبان انگلیسی در مرکز تعلیمی زنان افغان در پاکستان.
- تأسیس دبیرستان/لیسه شهید ولی خان کروخیل در پاکستان (۱۳۷۱).
- سرپرست اداره اطفال و زنان بی بضاعت (۱۳۷۷–۱۳۸۱).
- مسئول تأمین ارتباطات مرکز تعلیمی زنان افغان (AWEC)
- نماینده مردم کابل در دو دوره پانزدهم و شانزدهم پارلمان افغانستان.